# Psychotria schlechtendaliana
Psychotria schlechtendaliana är en måreväxtart som först beskrevs av Johannes Müller Argoviensis, och fick sitt nu gällande namn av Johannes Müller Argoviensis. Psychotria schlechtendaliana ingår i släktet Psychotria och familjen måreväxter. Inga underarter finns listade i Catalogue of Life.